# Daniel Cambronero
Daniel Arturo Cambronero Solano, ou simplement Daniel Cambronero, né le 8 janvier 1986 à San José au Costa Rica, est un footballeur international costaricien au poste de gardien de but. 
Il compte deux sélections en équipe nationale depuis 2009. Il joue actuellement pour le club costaricien du CS Herediano.